# Monty Python's Life of Brian
Monty Python's Life of Brian (of kortweg Life of Brian) is de derde film van de Monty Python-cast, uit 1979. De film werd geregisseerd door Pythonlid Terry Jones. De personages worden grotendeels gespeeld door de leden van Monty Python, die allen meerdere rollen op zich namen. 
De film is een persiflage op het leven van Jezus Christus zoals dat in de Bijbel wordt beschreven. 

## Achtergrond
Life of Brian beoogde zowel kritiek op religieus fanatisme als kritiek op de (Britse) politiek. Destijds zorgde de film voor heel wat controverse en in sommige landen (Noorwegen, Italië, Ierland, bepaalde staten in het zuiden van de VS) werd de film verboden. De film maakt niet zozeer Jezus zelf belachelijk – de leden van Monty Python gaven aan Jezus juist een wijze man te vinden – maar bekritiseert met name georganiseerde religie, massahysterie en politiek.
Behalve op het leven van Jezus Christus wordt de film ook gezien als parodie op linkse groeperingen die in de jaren zeventig bestonden. In de film is sprake van verschillende groepen die min of meer protesteren tegen de Romeinse bezetting van Judea, maar die hoofdzakelijk met elkaar concurreren. Deze organisaties dragen namen als The Judean People's Front, The People's Front of Judea en (met slechts één lid) The Popular Front of Judea.

## Verhaal
Brian Cohen, een jood die naast het geboortestalletje van Jezus in Bethlehem wordt geboren, wordt door een misverstand reeds bij zijn geboorte aangezien voor de messias. Hij en zijn moeder krijgen bezoek van de Wijzen uit het oosten, die aan de moeder van Brian goud, wierook en mirre schenken, om even later hun vergissing te ontdekken en het allemaal weer af te pakken. 
Eenmaal volwassen sluit Brian zich aan bij de anti-Romeinse verzetsbeweging People's Front of Judea. Een van zijn verzetsdaden is het in het Latijn op de muur kalken van de tekst "Romeinen, ga naar huis". Terwijl hij Romanes eunt domus op de muur schrijft, wordt hij gesnapt door een centurion, die hem voor straf 100 maal de correcte tekst Romani ite domum op de muur laat schrijven. Na een andere mislukte verzetsdaad slaat Brian op de vlucht.
Alles wat Brian doet en zegt wordt echter verheven tot wonder. Tegen zijn bedoelingen in verwerft hij zich een brede aanhang en wordt hij opnieuw aangezien voor de messias. Dat gebeurt zelfs op het moment waarop Brian zijn volgelingen oproept om naar huis terug te keren en hem met rust te laten. Hierbij roept hij tot de samengestroomde volgelingen "You're all individuals", waarop zij unisono terugroepen: "Yes, we're all individuals". Het enige niet-kuddedier roept juist: "I'm not". 
Brian probeert zijn aanhangers te ontvluchten. Daarbij wordt hij, terwijl hij tijdens de achtervolging van een toren af valt, opgepikt door een toevallig passerend ruimteschip dat een rondje om de Aarde maakt, om op precies dezelfde plek waar de ruimtereis begon te pletter te storten. Brian wordt uiteindelijk gevangengenomen en veroordeeld door Pontius Pilatus. Die verleent hem vanaf het balkon op verzoek van het volk gratie, maar de kruisiging is dan al in volle gang. Als de centurion en zijn mannen de groep gekruisigden bereiken en Brian van zijn kruis willen halen, roept een van de andere 139 veroordeelden dat híj Brian is. Deze wordt in Brians plaats vrijgelaten, ondanks het geroep van de anderen, dat zij ook allemaal Brian zijn. Mogelijke bevrijders van Brian komen nu langs, onder wie ook de leden van zijn verzetsgroep en de vrouw, Judith, die van hem hield. Zij zwaaien hem als martelaar alle lof toe, maar keren hem vervolgens de rug toe. Daarmee is het lot van Brian en de andere gekruisigden definitief bezegeld.

## Rolverdeling
Alle leden van de Monty Python-crew spelen meerdere rollen in de film. Verder speelt ook George Harrison een rol. Zonder zijn hulp zou de film nooit zijn uitgekomen, want Harrison financierde de film toen bleek dat het onderwerp zo controversieel was dat de gecontracteerde financiers afhaakten. De film werd gemaakt in Monastir in Tunesië. Ook Spike Milligan, die qua humor de weg voor de Pythons heeft gebaand met The Goon Show maakt een cameo, als eenzame profeet waar niemand meer naar luistert, omdat men massaal achter Brian aanloopt.
| Acteur           | Personage                                         |
| ---------------- | ------------------------------------------------- |
| Graham Chapman   | Brian Cohen/Biggus Dickus/2e Wijze uit het Oosten |
| John Cleese      | Meerdere rollen                                   |
| Terry Gilliam    | Meerdere rollen                                   |
| Eric Idle        | Meerdere rollen                                   |
| Terry Jones      | Meerdere rollen                                   |
| Michael Palin    | Meerdere rollen                                   |
| Sue Jones-Davies | Judith Iscariot                                   |
| Terence Bayle    | Gregory                                           |
| Carol Cleveland  | Mrs. Gregory                                      |
| Kenneth Colley   | Jezus Christus                                    |
| John Young       | Matthias                                          |

### Muziek
Vaak wordt gedacht dat de titelsong Brian Song gezongen werd door Shirley Bassey, maar in werkelijkheid was dit Sonia Jones, die toen nog maar 16 jaar was. De stijl doet wel denken aan de titelsong van de James Bond-film Goldfinger (1964), die inderdaad door Shirley Bassey gezongen werd.
Als helemaal aan het eind van de film duidelijk is dat de veroordeelden niet van hun kruis worden gered, zet Brians buurman aan het kruis het slotlied Always Look on the Bright Side of Life in. Dit is een ander bekend nummer uit de film.